# 23 Śląski Pułk Artylerii

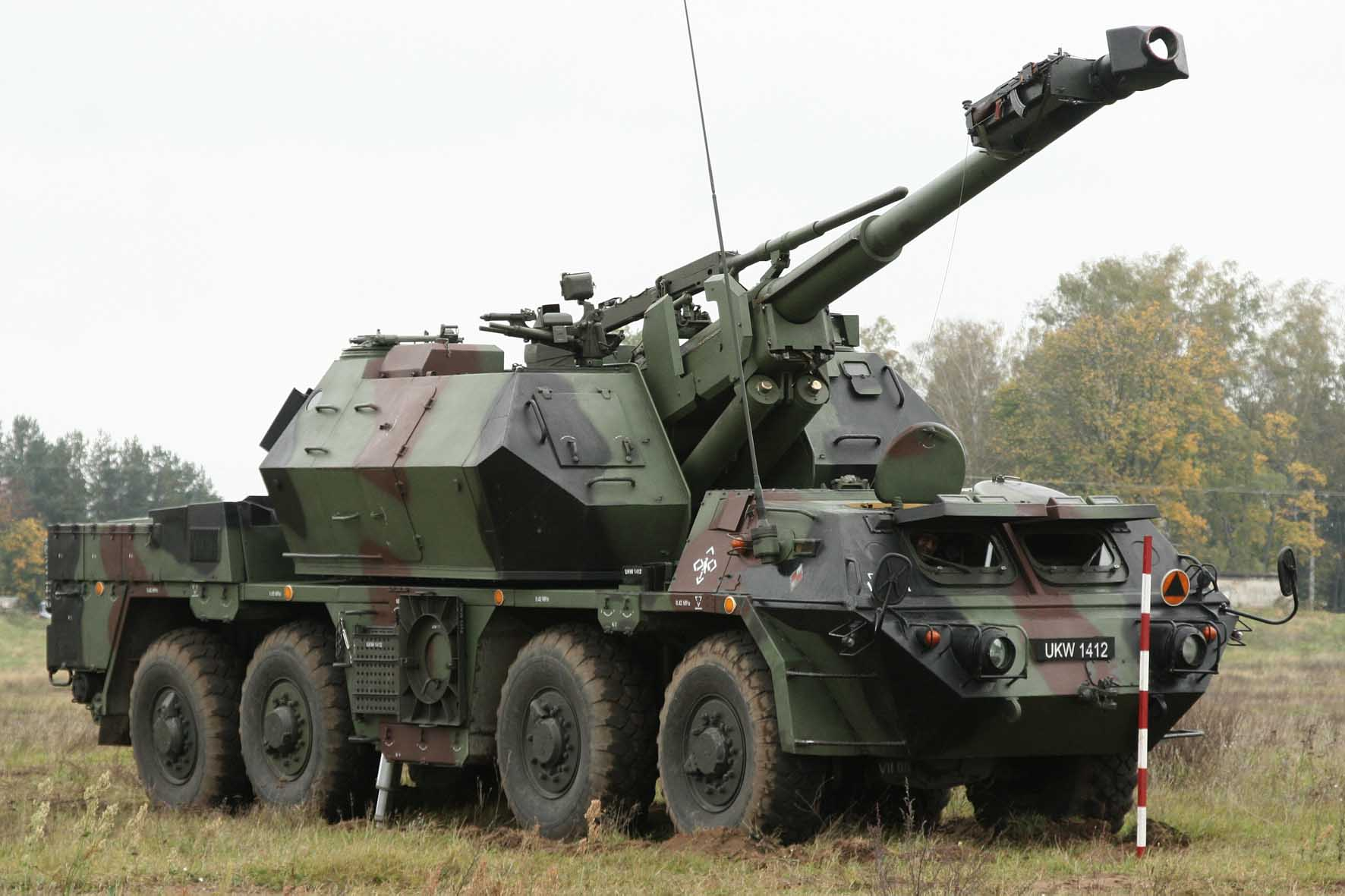
152mm samobieżna armatohaubica Dana

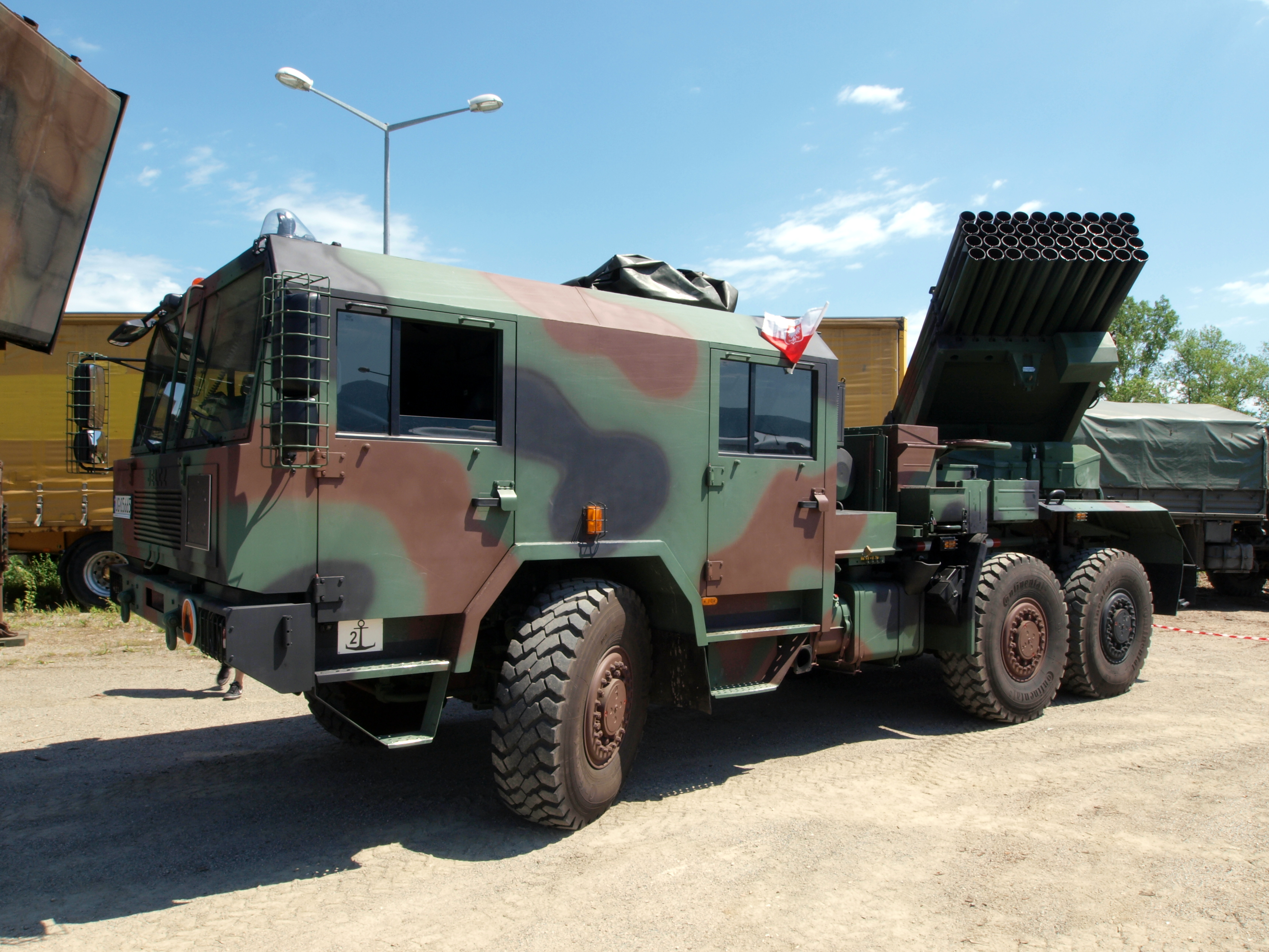
122mm wieloprowadnicowa wyrzutnia rakietowa Langusta

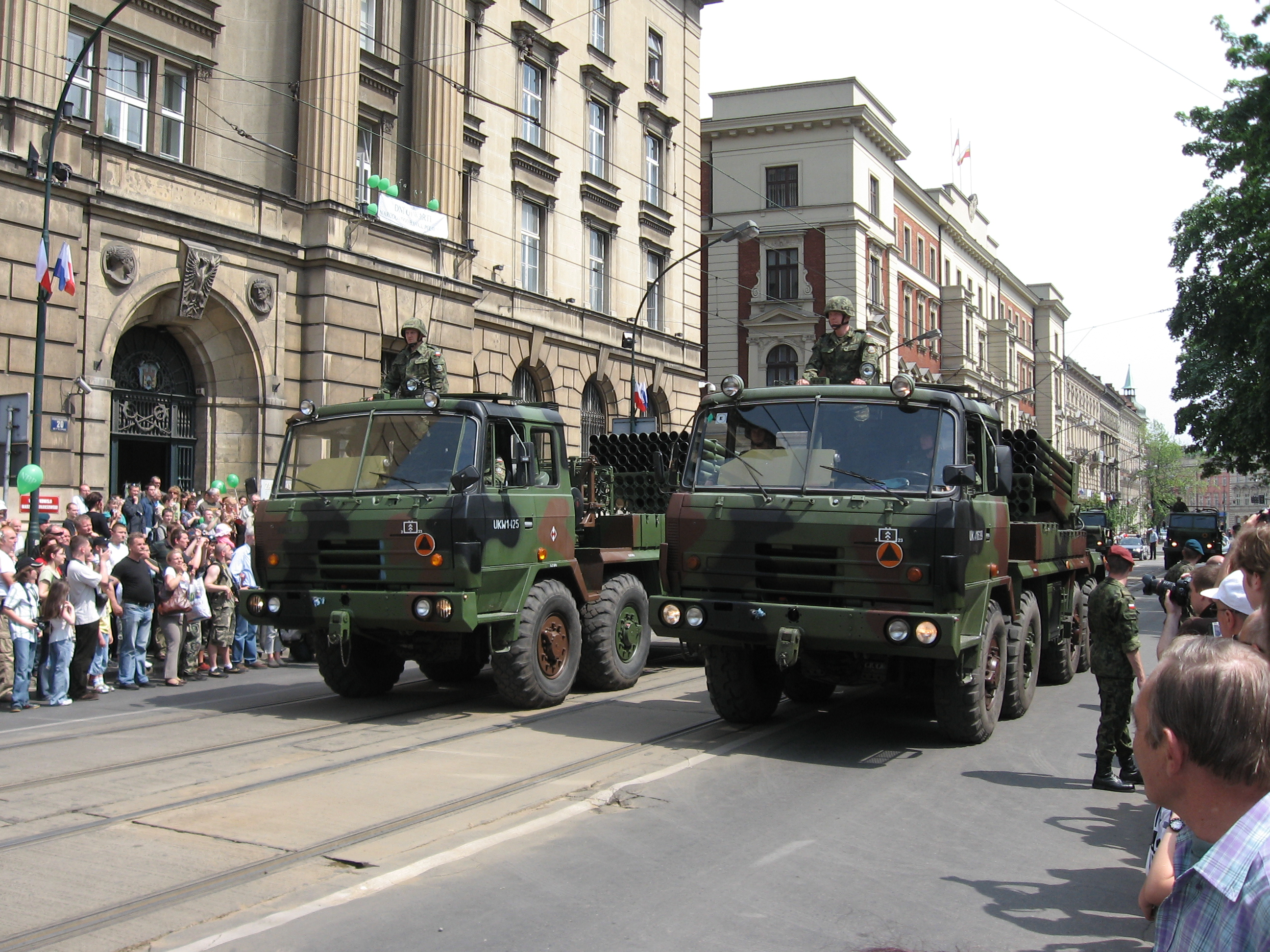
122mm wieloprowadnicowa wyrzutnia rakietowa RM-70/85

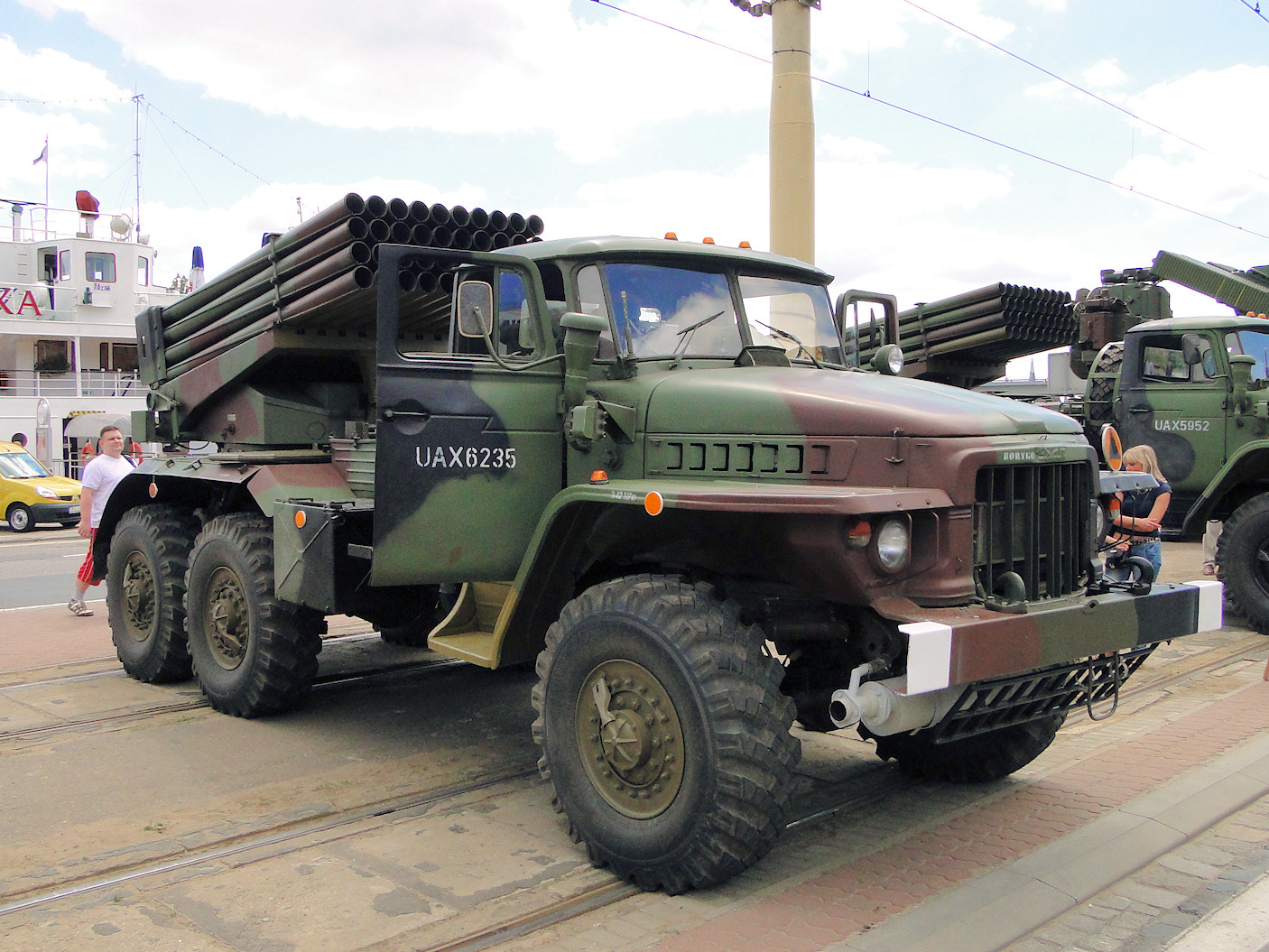
122mm wieloprowadnicowa wyrzutnia rakietowa Grad

23 Śląski Pułk Artylerii im. gen. broni Tadeusza Jordana-Rozwadowskiego (23 pa, 23 ŚPA) – oddział wojskowy wojsk rakietowych i artylerii Sił Zbrojnych Rzeczypospolitej Polskiej stacjonujący w Bolesławcu powstały w roku 2012.

## Historia
23 Śląski Pułk Artylerii powstał 1 stycznia 2012 roku z przeformowania 23 Śląskiej Brygady Artylerii w Bolesławcu. 
Jednostka przejęła sztandar rozformowanej 23 Śląskiej Brygady Artylerii. Święto jednostki ustalono na dzień 18 marca.
Na początku 2012 roku wprowadzono odznakę pamiątkową, oznakę rozpoznawczą oraz proporczyk na beret 23 Śląskiego Pułku Artylerii (decyzja MON Nr 87/MON z dnia 29 marca 2012 roku).
Pułk jest jednostką artylerii. Od 2011 roku do 17 października 2013 roku był podporządkowany pod Dowództwo Wojsk Lądowych. W wyniku reformy struktur dowodzenia jednostka z dniem 17 października 2013 roku został podporządkowana dowódcy 11 Dywizji Kawalerii Pancernej.

## Struktura organizacyjna i uzbrojenie[1][2]
- dowództwo
- dywizjon dowodzenia - radar rozpoznania artyleryjskiego RZRA Liwiec i bezzałogowe statki powietrzne FlyEye[3]
- 1 dywizjon artylerii samobieżnej - samobieżna armatohaubica wz. 1977 Dana
- 2 dywizjon artylerii samobieżnej - samobieżna armatohaubica AHS Krab

- 3 dywizjon artylerii rakietowej - wyrzutnia rakietowa WR-40 Langusta

- 4 dywizjon artylerii rakietowej - wyrzutnia rakietowa RM-70/85
- batalion logistyczny
- kompania inżynieryjna

- patrol rozminowania Nr 23

## Dowódcy
- płk dypl. Andrzej Lorenc (26 sierpnia 2011 – 23 grudnia 2014 → szef WRiA 12 DZ)
- płk dypl. Paweł Świtalski (23 grudnia 2014 – 14 listopada 2017)
- płk dypl. Grzegorz Potrzuski (od 14 listopada 2017 do 31 marca 2020)[4]
- płk Marek Wasielewski (od 1 września 2020 do 31 marca 2022)
- płk dypl Krzysztof Malankiewicz (od 1 kwietnia 2022 do 14 maja 2024)
- płk Rafał Grzywiński (od 1 września 2024 - )

## Tradycje
Zgodnie z decyzją MON nr 495/MON z dnia 20 grudnia 2011 roku 23 Śląski Pułk Artylerii dziedziczy i kultywuje tradycje jednostek:
- 214 Wielkopolski Ochotniczy Pułk Artylerii Polowej
- 23 Pułk Artylerii Lekkiej
- 23 Kołobrzeski Pułk Artylerii Lekkiej
- 23 Kołobrzeskiego Dywizjonu Artylerii Armat
- 23 Śląska Brygada Artylerii

W kwietniu 2019 jednostka otrzymała imię gen. broni Tadeusza Jordan-Rozwadowskiego.

Insygnia
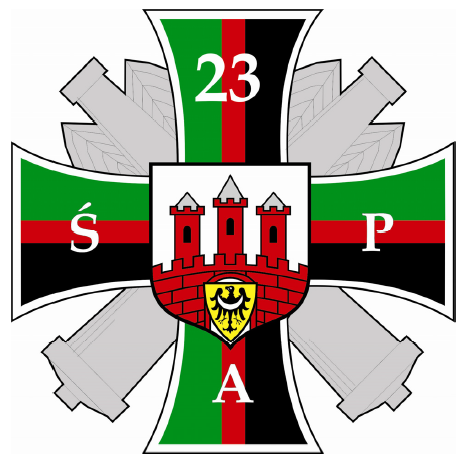
Odznaka pamiątkowa
Oznaka rozpoznawcza
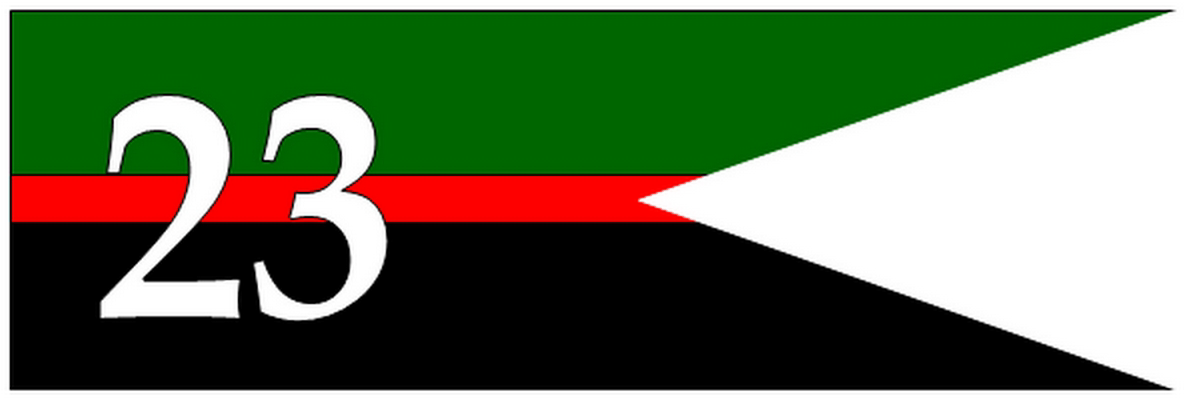
Proporczyk na beret